# Cerinthe
Cerinthe
Genre
Synonymes
- Ceranthe (Rchb.) Opiz

Cerinthe est un genre de plantes à fleurs de la famille des Boraginacées. Le genre est caractérisé par un calice composé de sépales séparés, plutôt que fusionnés, d'une corolle tubulaire et du fruit schizocarpique qui se divise en deux parties à maturité, contrairement à la plupart des membres de la famille, où le fruit se divise en quatre nucules. Le genre a une distribution circum-méditerranéenne, allant de la région irano-turanienne à l'est au Maroc à l'ouest.
Cerinthe est connue depuis l'Antiquité. Une première référence à cela est dans The Herbal de John Gerard, publié en 1597, décrivant son apparence, les habitudes de croissance, le moment de la floraison et mentionne qu 'il y a un goût de nouvelle cire dans les farines ou les feuilles mâchées, comme le nom semble [sic] importer. " Gérard donne une liste d'autres noms pour Cerinthe appliqués par des écrivains antérieurs, y compris Avicenne "Auicen", Pline l'Ancien, Conrad Gessner, Rembert Dodoens, Carolus Clusius et Matthias de l'Obel.

## Étymologie
Le nom du genre est un composé des éléments grecs κερί / κηρός (= keri / kēros ou keeros ) "(abeilles) cire" et άνθος (= anthos ) "fleur" - d'où "fleur de cire" - de la croyance que les abeilles ont extrait la cire des fleurs pour faire leurs nids d'abeilles.

## Espèces
Les espèces suivantes sont acceptées dans la Liste des plantes de The Plant List :
- Cerinthe glabra Mill.
- Cerinthe major L.[5]
- Cerinthe minor L.
- Cerinthe palaestina Eig & Sam.
- Cerinthe retorta Sm.
- Cerinthe tenuiflora Bertol.